# Tresanthera
Tresanthera là một chi thực vật có hoa trong họ Thiến thảo (Rubiaceae).

## Loài
Chi Tresanthera gồm các loài: